# Trelleborgs stads sparbank

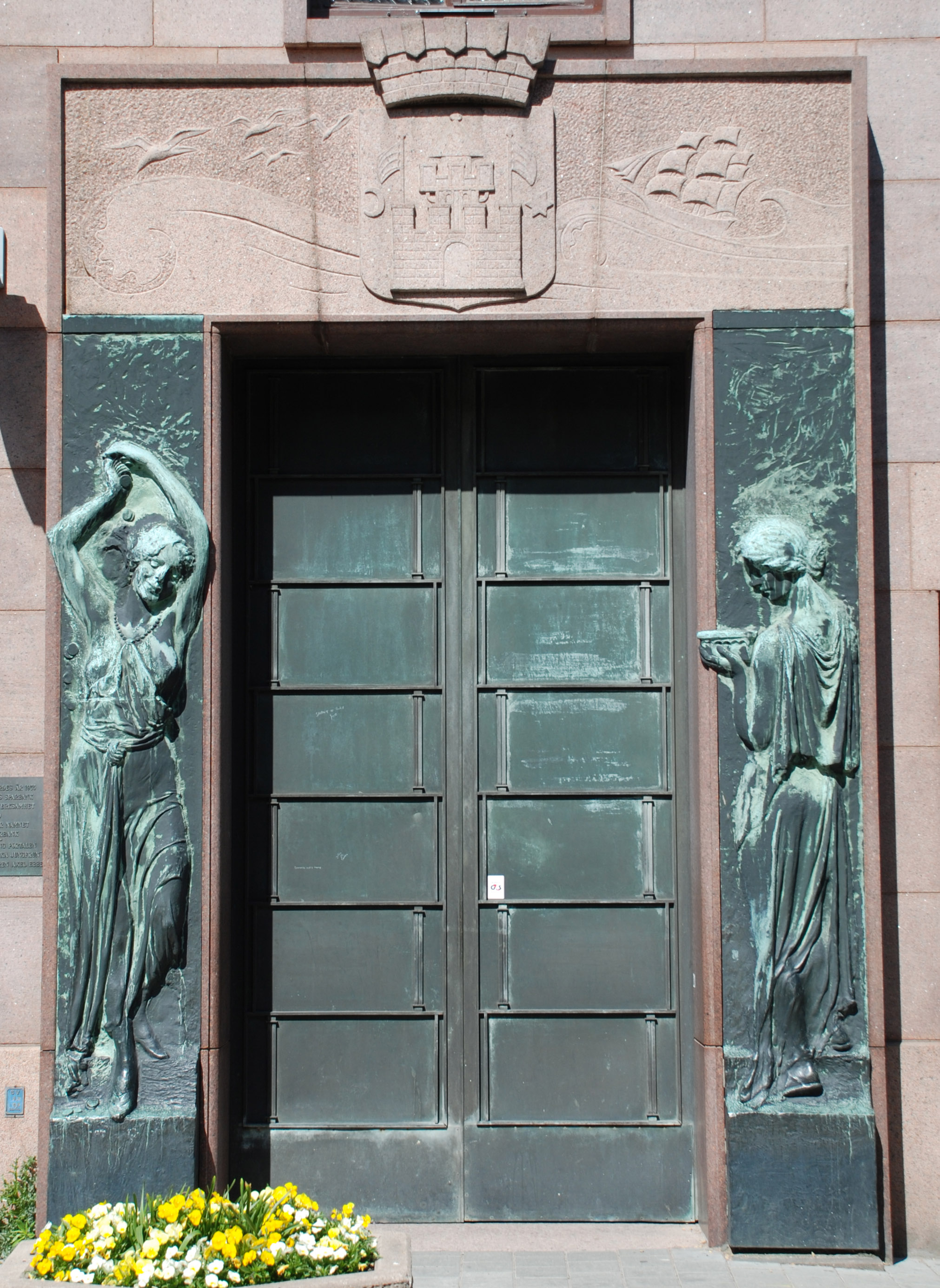
Tidigare entré för Trelleborgs stads sparbank i Trelleborg.

Trelleborgs stads sparbank, som grundades 1868, var en svensk sparbank med huvudkontor i Trelleborg. 1935 flyttades banken till ett hus på Algatan. 1965 slogs Trelleborgs stads sparbank samman med Skytts härads sparbank för att bilda Söderslätts sparbank. 1970 tog Systembolaget över lokalen efter att banken hade flyttat tvärs över gatan till en ny plats på Corfitz Beck Friisgatan.